# 超合体魔术机器人
《超合体魔术机器人》（超合体魔術ロボ ギンガイザー）(連環小金剛)是1977年4月9日至同年10月22日在朝日電視台播放共26話，由朝日放送（ABC）和日本動畫公司制作，葦Production協助制作的机器人动画。

## 故事介绍
在地底复苏的沙索里昂帝國(サゾリオン帝国)侵襲日本，而在遊樂場工作的白銀 五郎等四人，接受剛堂博士的請求駕駛机器人战斗，机器人则遊樂場的平時的游乐設施。除了和沙索里昂帝國战斗，五郎等人還要去找安塔爾大魔玉(アンターレス大魔玉)。

## 登場人物

### 超常魔術團
（声：井上和彦）　香港譯名：五郎；配音：楊捷康
（声：古賀ひとみ）　香港譯名：美清；配音：雷碧娜
南三太（声：丸山裕子）　香港配音：黃小英
（声：西村知道）（香港譯名：陀蘭仔；配音：陳永信）
（声：小林清志）　香港譯名：高登博士

### サゾリオン帝国
（声：森功至）
（声：緒方賢一）
（声：徳丸完）
（声：有馬瑞子）

### 其他
旁白（声：田中崇）

## 製作人员
- 總監督：案納正美
- 系列構成：八田礼
- 角色設計：内海勇夫、高橋資祐
- 機械設計：スタジオぬえ（宮武一貴）、デザインオフィスメカマン
- 作画監督：田中保
- 美術監督：新井寅雄
- 編輯：相原義彰
- 録音監督：本田保則
- 音樂：横山菁兒
- 製作人：小野哲生
- 制作協力：葦Production
- 制作：日本動畫公司、朝日放送

## 主題歌
片頭曲
作詞：保富康午，作曲、編曲：横山菁兒，歌：ささきいさお&東京荒川少年少女合唱隊
片尾曲
作詞：保富康午，作曲、編曲：横山菁兒，歌：ささきいさお&東京荒川少年少女合唱隊